# Левице (район)
Район Левице (словац. Okres Levice) — район Словакии. Находится в Нитранском крае.

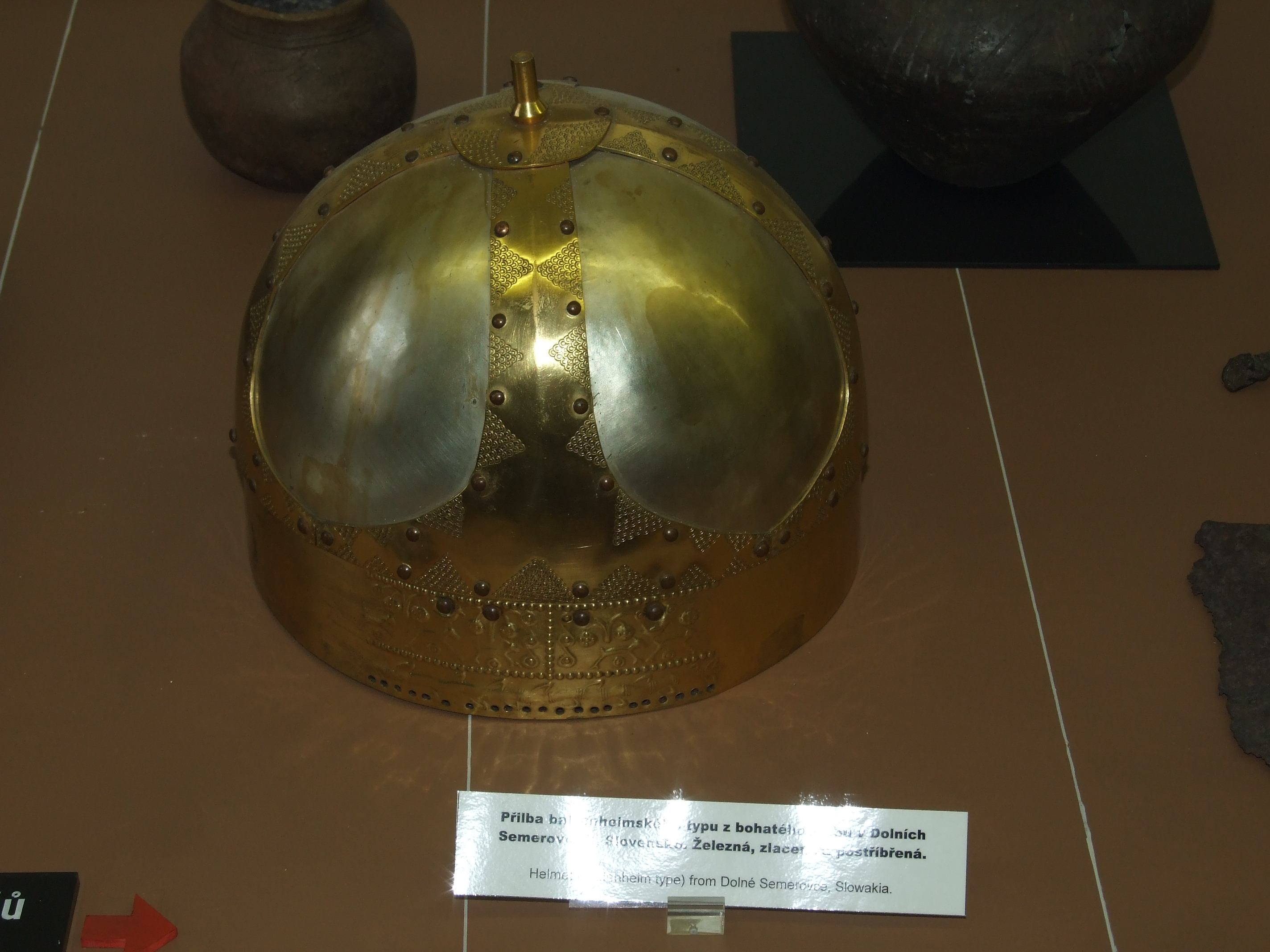
Шлем эпохи великого переселения народов (VI век) из Дольни Семеровце (Dolné Semerovce)

## Население
| Год:        | 1994    | 2004    | 2014    | 2024    |
| ----------- | ------- | ------- | ------- | ------- |
| Broj ljudi: | 121 113 | 119 018 | 113 511 | 107 992 |
| Разница:    |         | −1,72 % | −4,62 % | −4,86 % |

### Статистические данные (2001)
Национальный состав:
- Словаки — 69,1 %
- Венгры — 27,9 %
- Цыгане — 1,0 %
- Чехи — 0,7 %

Конфессиональный состав:
- Католики — 69,1 %
- Лютеране — 7,5 %
- Реформаты — 6,0 %